# Rajura
Rajura es una ciudad y  municipio situada en el distrito de Chandrapur en el estado de Maharashtra (India). Su población es de 29668 habitantes (2011). Se encuentra a orillas del  río Wardha, a 23 km de Chandrapur.

## Demografía
Según el censo de 2011 la población de Rajura era de 29668 habitantes, de los cuales 15337 eran hombres y 14331 eran mujeres. Rajura tiene una tasa media de alfabetización del 88,13%, superior a la media estatal del 82,34%: la alfabetización masculina es del 91,25%, y la alfabetización femenina del 84,78%.